# Pedro de Orrente

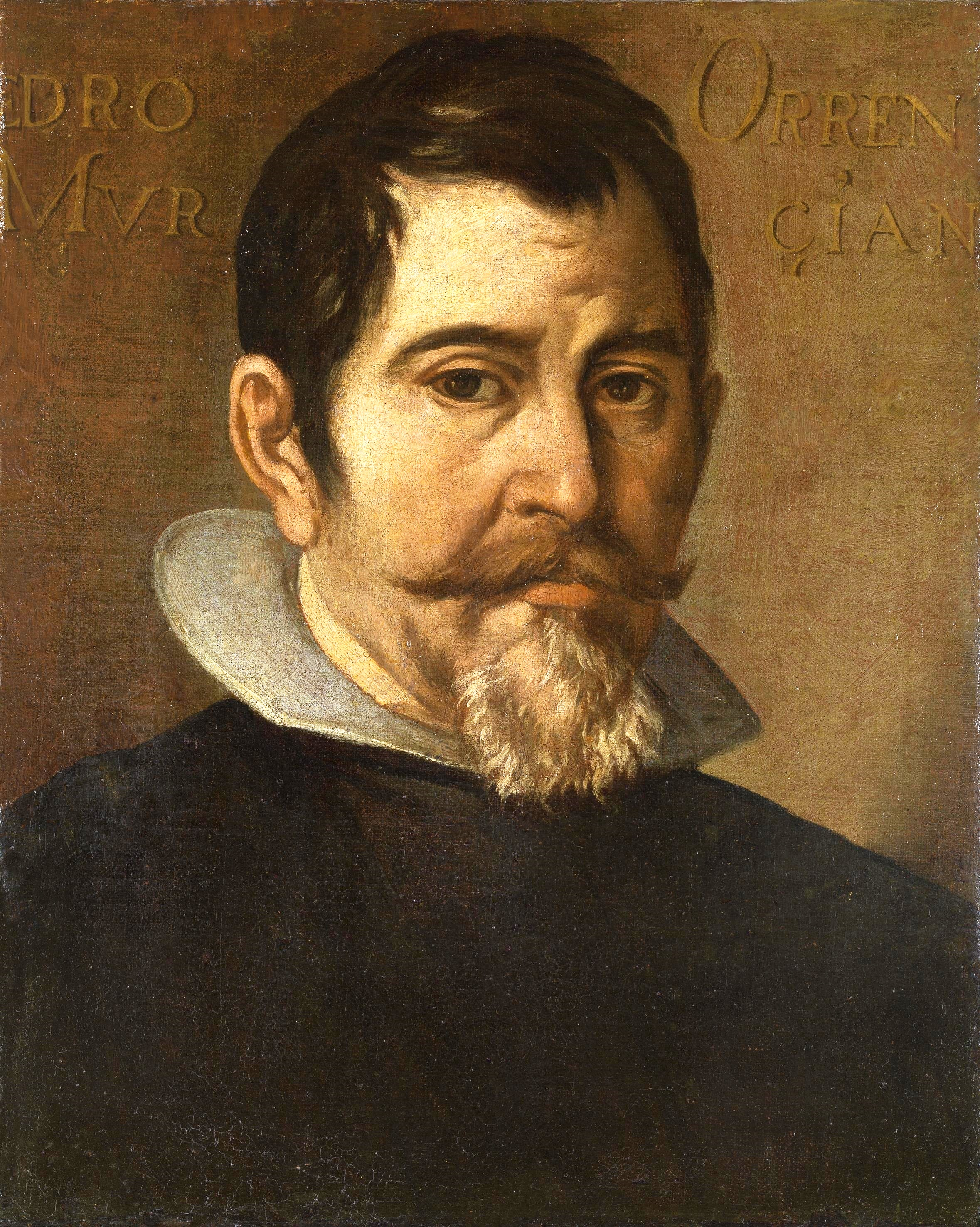
Selbstbildnis (?) von Pedro Orrente, um 1620–1630, Öl auf Leinwand, 45 × 36 cm, Prado, Madrid

Pedro de Orrente (* 18. April 1580 in Murcia; † 19. Januar 1645 in Valencia) war ein spanischer Maler des Siglo de Oro. Er wurde auch „spanischer Bassano“ genannt.

## Leben
Sein Vater war ein aus Marseille stammender Stoffhändler, der sich 1573 in Murcia niedergelassen hatte, seine Mutter eine Spanierin aus Murcia.
Über Pedro de Orrentes erste Ausbildung ist nichts bekannt, aber im Jahr 1600 ist er in Toledo nachgewiesen, wo er einen Auftrag für ein Altarbild in Guadarrama (Madrid) erhielt.

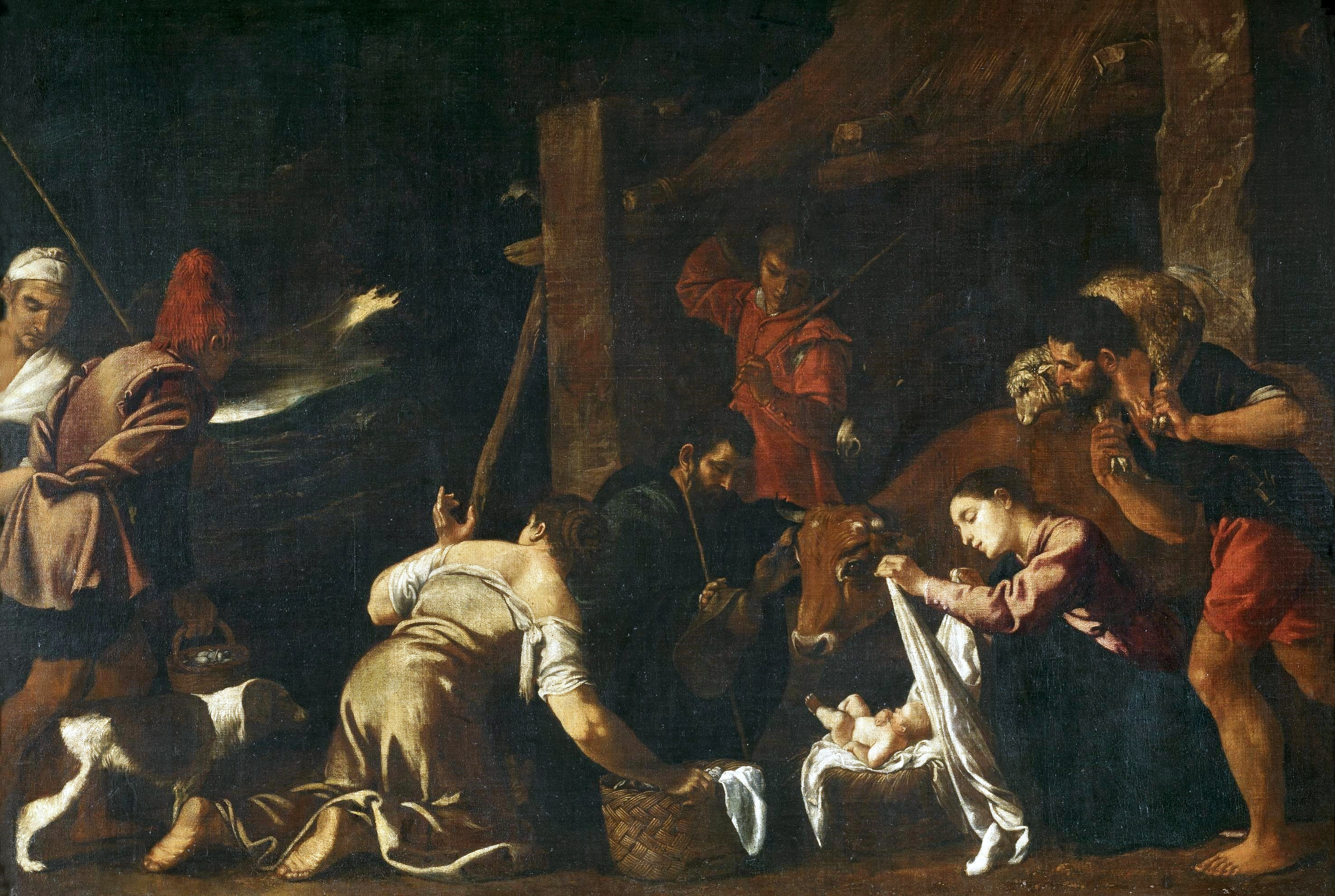
Anbetung der Hirten, ca. 1623–1625, Öl auf Leinwand, 111 × 162 cm, Prado, Madrid

Ende 1602 begab er sich nach Venedig, wo er Leandro Bassano kennengelernt haben und dessen Schüler geworden sein soll; tatsächlich blieb Orrentes Kunst immer stark venezianisch geprägt, nicht nur durch die Werke Bassanos, sondern auch anderer Venezianer. Das brachte Orrente seinen Spitznamen „el Bassano español“ ein.
Von 1607 bis 1611 war er wieder in Murcia.
Sein erstes bekanntes Bild ist der Segen Jacobs von 1612 (Palazzo Pitti, Florenz). Im selben Jahr heiratete er in Murcia die aus einer wohlhabenden Kaufmannsfamilie stammende María Matamoros. Zu dieser Zeit war er außerdem mit dem italienischen Maler Angelo Nardi befreundet, der in Madrid wohnte.
Orrente war ein außerordentlich erfolgreicher und hochbezahlter Maler, der viele Aufträge sowohl von Kirchen und Klöstern als auch von privaten Sammlern erhielt. Er wechselte häufiger seinen Aufenthaltsort je nach Aufträgen, so war er nachweislich 1616 in Valencia, wo er das Martyrium des hl. Vincenz in einer Art Wettbewerb mit Francisco Ribalta malte.
1617 reiste er nach Toledo, um sein Altarbild Das Wunder der hl. Leocadia in der Kathedrale abzuliefern (in situ), das er im Auftrage des Kardinals Sandoval gemalt hatte.

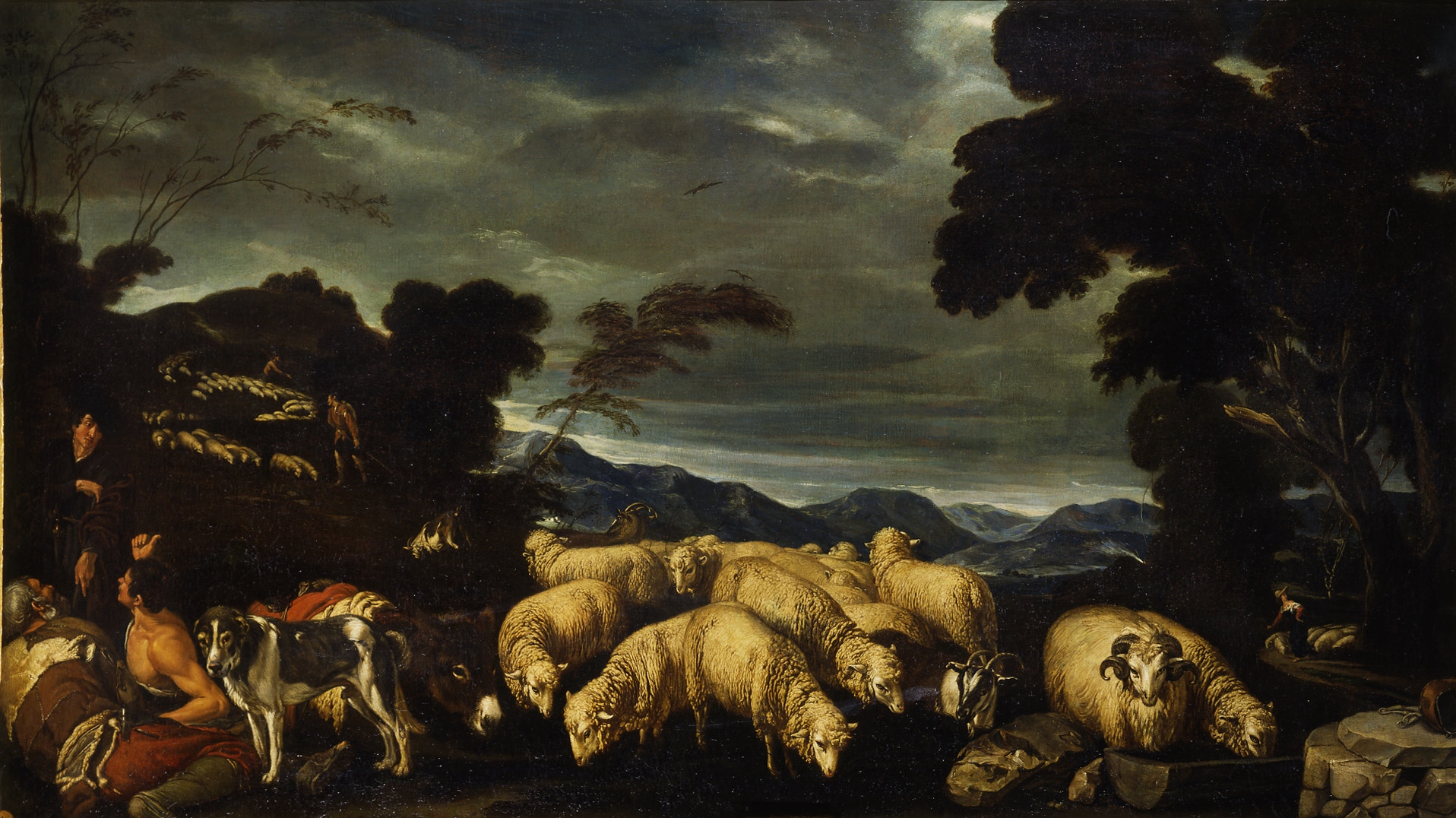
Jakob am Brunnen (und im Hintergrund: Jakob und Laban mit den Schafen), Öl auf Leinwand, 118 × 211 cm, Real Academia de Bellas Artes de San Fernando, Madrid

Eventuell hielt er sich um 1620 in Cuenca auf, was man daraus schließt, dass Cristóbal García Salmerón sein Schüler wurde. 1624 ist er wieder in seinem heimatlichen Murcia nachgewiesen. Es wird auch ein chronologisch nicht bekannter Aufenthalt (oder mehrere ?) in Madrid vermutet, da sowohl in den Inventaren der königlichen Schlösser als auch in anderen Sammlungen der Hauptstadt zahlreiche Gemälde von Orrente nachgewiesen sind: Allein im Palacio del Buen Retiro befanden sich etwa 32 Gemälde von seiner Hand (oder aus seiner Werkstatt).
Zwischen 1626 und 1630 lebte Orrente nachweislich wieder in Toledo und hatte dort gute Kontakte zu den dortigen Künstlern. So wählte ihn Alejandro de Loarte im Dezember 1626 zu seinem Testamentsvollstrecker. Er war auch befreundet mit El Grecos Sohn, Jorge Manuel Teothocópuli, und war im Dezember 1627 und im Juni 1629 Taufpate für zwei von dessen Kindern.
Um 1630 malte er eine Anbetung der Könige für die Capilla de los Reyes Nuevos in der Kathedrale von Toledo, für die er die ziemlich hohe Bezahlung von 3350 Reales erhielt.
1633 war er wieder in Murcia und wurde dort zu einem „familiar“ des Heiligen Offiziums der Inquisition ernannt, worum er sich bereits 1624 beworben hatte. Orrente war zu dieser Zeit ein wohlhabender Mann und besaß mehrere Häuser in Murcia.

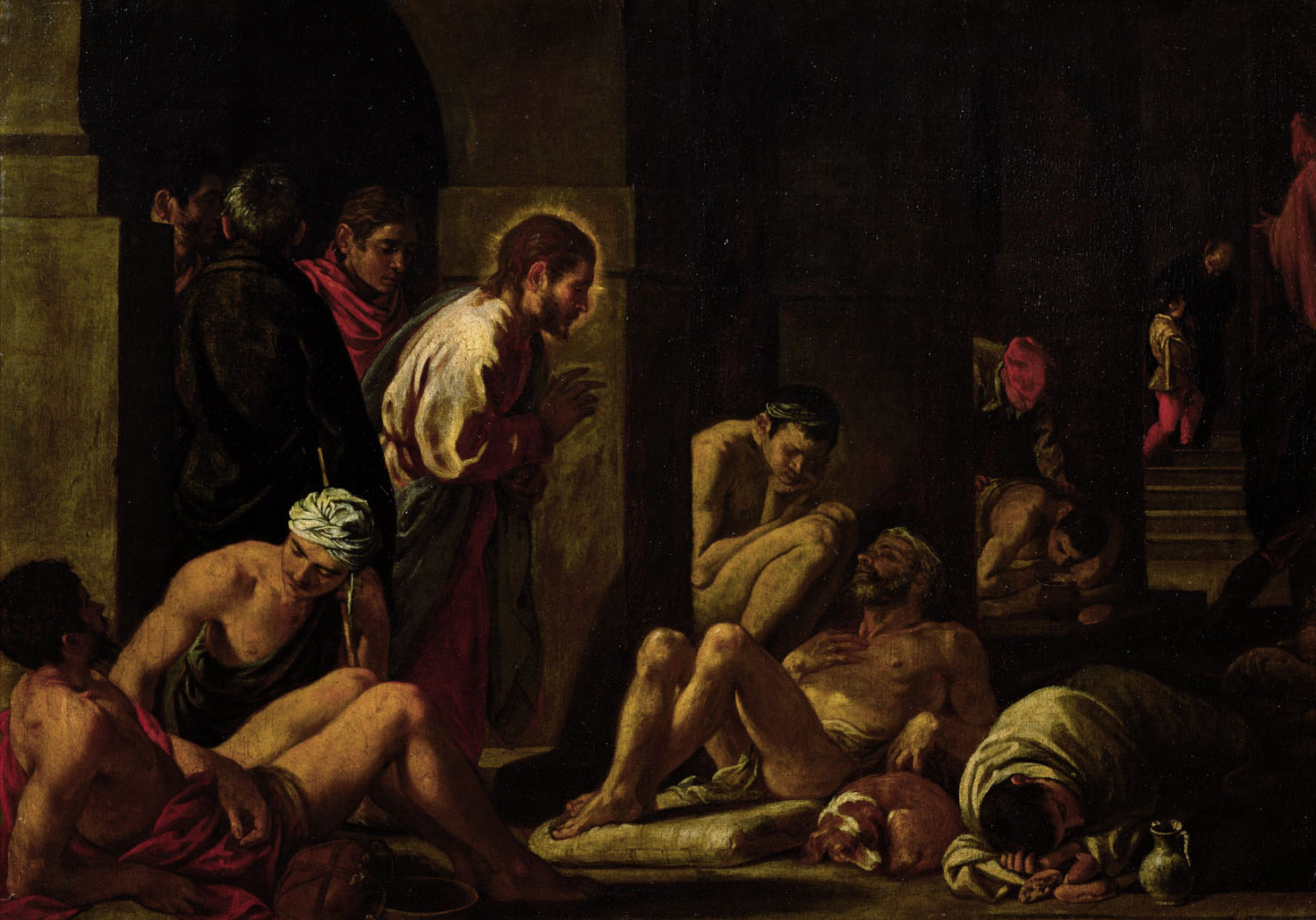
Christus heilt einen Gelähmten in Bethesda, Öl auf Leinwand, 83 × 116 cm, Kunsthistorisches Museum, Wien

Ein Jahr später, 1634, verließ er Murcia wahrscheinlich endgültig und hinterließ sogar ein Altarbild einer Maria Immaculata unvollendet; das Gemälde musste von Lorenzo Suárez fertiggestellt werden.
Zu Orrentes Meisterwerken gehörte ein Altarbild in Villarejo de Salvanés (Madrid), das im Spanischen Bürgerkrieg zerstört wurde und heute nur noch durch Fotografien bekannt ist.
Seine letzten Jahre verbrachte der Maler in Valencia. Zu seinem Spätwerk gehören die beiden Altarbilder Martyrium des hl. Laurentius und die Krönung der hl. Teresa (um 1640–1644) in der Kirche San Esteban in Valencia und das Martyrium Jakobus des Älteren, das sich heute im Museo de Bellas Artes von Valencia befindet.
Anfang 1645 machte der inzwischen bereits verwitwete und kinderlose Maler sein Testament und setzte seine Neffen als Erben ein. Er starb am 19. Januar 1645 und wurde in der Kirche San Martín in Valencia beigesetzt.
Zu den Schülern von Pedro de Orrente gehörten Mateo Orozco (aktiv 1634 bis 1651), Cristóbal García Salmerón (ca. 1603–1666), Pablo Pontons (1630–1691) und Esteban March (ca. 1610–1668).

## Würdigung und Stil
Pedro de Orrentes Spezialität waren “Kabinettbilder” mit biblischen oder mythologischen Szenen, die in bukolischen Pastoral-Landschaften angesiedelt sind, häufig mit Schafen und/oder anderen Tieren, wie Hunden, Kühen, Pferden oder Kamelen. Diesen Werken verdankte er seinen Beinamen als „spanischer Bassano“, da sie offensichtlich nicht nur inhaltlich, sondern auch stilistisch durch die Bassanos sowie durch andere Venezianer wie Tizian, Tintoretto oder Veronese beeinflusst waren. Jedoch gelang es Orrente einen eigenen Personalstil zu prägen, sowohl im meist naturalistisch dargestellten Figurentypus, als auch im eher erdigen Kolorit. Darüber hinaus verfügte der Maler über große Fantasie, und vielen seiner Szenen, in ihrer volkstümlichen und scheinbar einfachen, alltäglichen Natürlichkeit, haftet bereits etwas Genreartiges an.

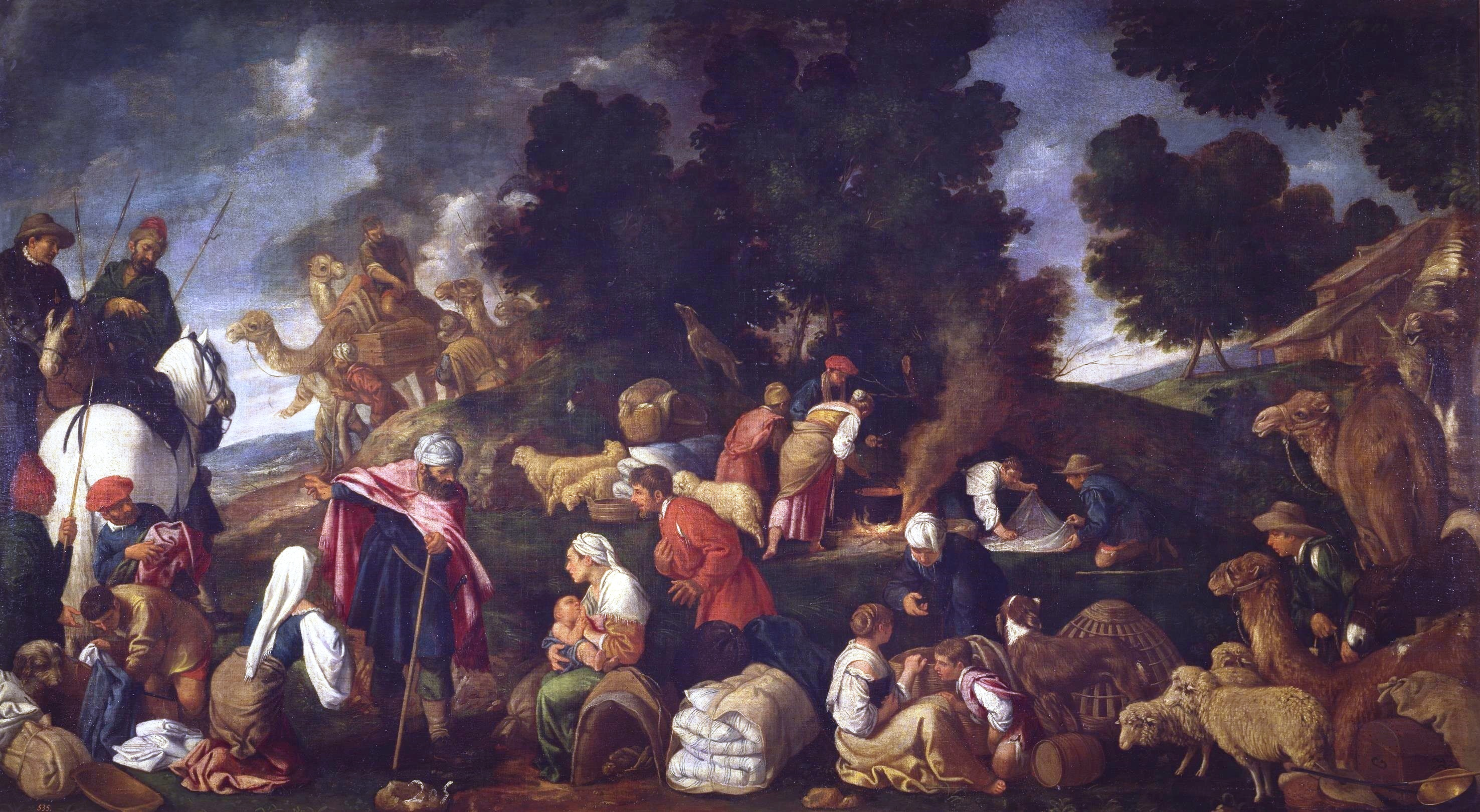
Laban auf der Suche nach den Götzenbildern, 1620–1625, Öl auf Leinwand, 116 × 209 cm, Prado, Madrid

Besonders beliebt in dieser Hinsicht waren seine alttestamentarischen Darstellungen, von denen er teilweise ganze Serien schuf, beispielsweise über Abraham (Museu de Arte Antiga, Lissabon; und Museo Diocesano, Valencia), über Jacob (Museo del Prado, Madrid; Museo Nacional de Cataluña, Barcelona; Colegio de San Antón, Madrid; Sammlung Lassala, Valencia) und über Noah (ehem. Collección Madrazo, Madrid, heute zerstreut).
Etwas seltener sind Szenen aus den Evangelien und mythologische Darstellungen. Unter den ersteren sind besonders seine verschiedenen Darstellungen der Geburt Jesu oder der Anbetung der Hirten zu erwähnen.
Ebenfalls häufig in erdige Landschaften eingebettet sind manche seiner Andachtsbilder mit Darstellungen von Heiligen oder einzelner Figuren aus dem Neuen Testament. Zu seinen bedeutendsten Heiligenbildern in Landschaften zählen der Hl. Johannes Chrysostomus und das Martyrium des hl. Stephan, die früher dem Marqués del Carpio gehörten und sich mittlerweile in den Sammlungen des Prado befinden, außerdem ein Hl. Johannes d. Evangelist auf Patmos, ebenfalls im Prado, sowie ein Johannes der Täufer im Museo de Santa Cruz, Toledo.
Pérez Sanchez unterscheidet grundsätzlich von dieser Werkgruppe Orrentes Altarbilder, die sich durch große Figuren auszeichnen und in denen der venezianische Einfluss mit einer tenebristischen Behandlung des Lichtes kombiniert wird. Daneben gibt es auch einige wenige Gemälde, wie etwa einen Johannes der Täufer in der Kathedrale von Toledo, und andere Werke in dortigen Kirchen und Museen, die auch einen Einfluss durch El Greco zeigen.
Von Orrentes großer Popularität zeugen zahlreiche Repliken und Kopien, und er hatte viele Nachahmer, die seine Kompositionen teilweise in minderer Qualität wiederholten.

## Bildergalerie

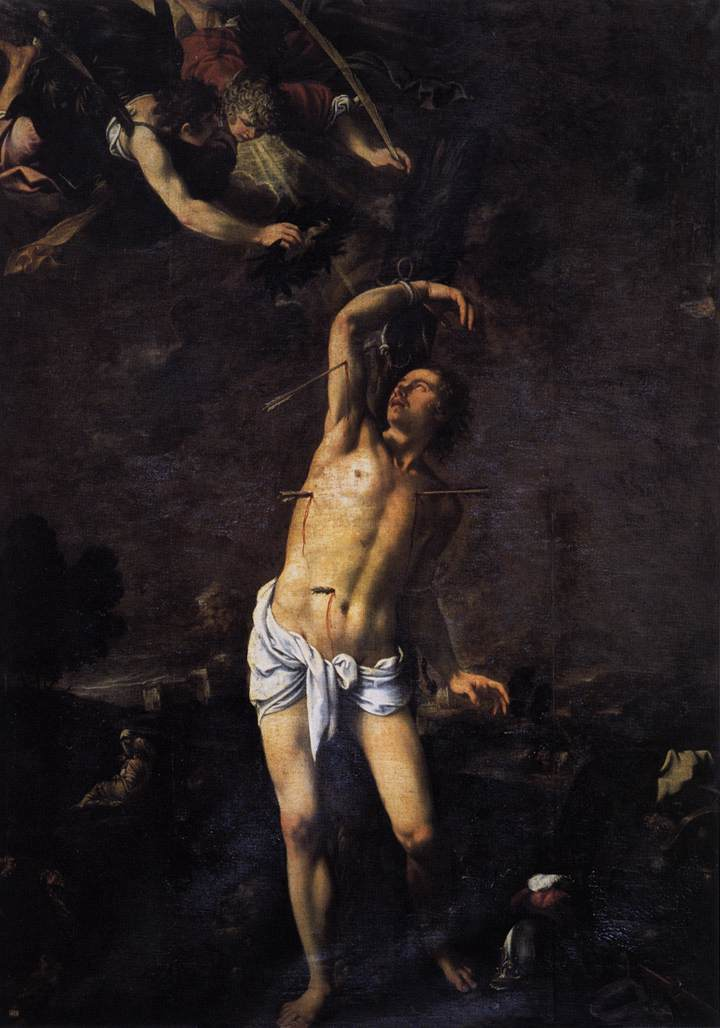
Hl. Sebastian, ca. 1616, Öl auf Leinwand, 306 × 219 cm, Kathedrale von Valencia
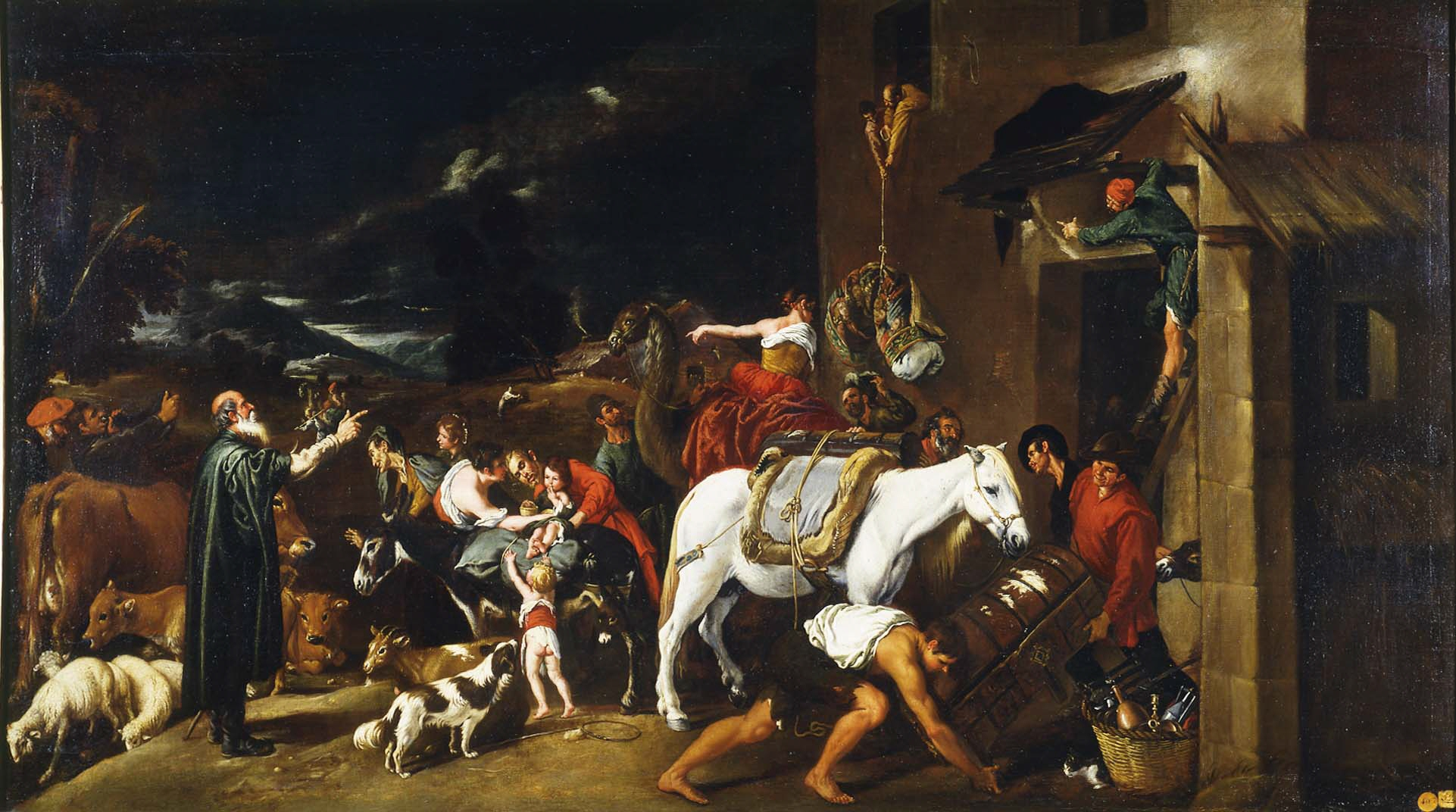
Abreise Jakobs mit seiner Herde oder Abreise der Ägypter aus Ägypten, Öl auf Leinwand, 120 × 214 cm, Real Academia de Bellas Artes de San Fernando, Madrid
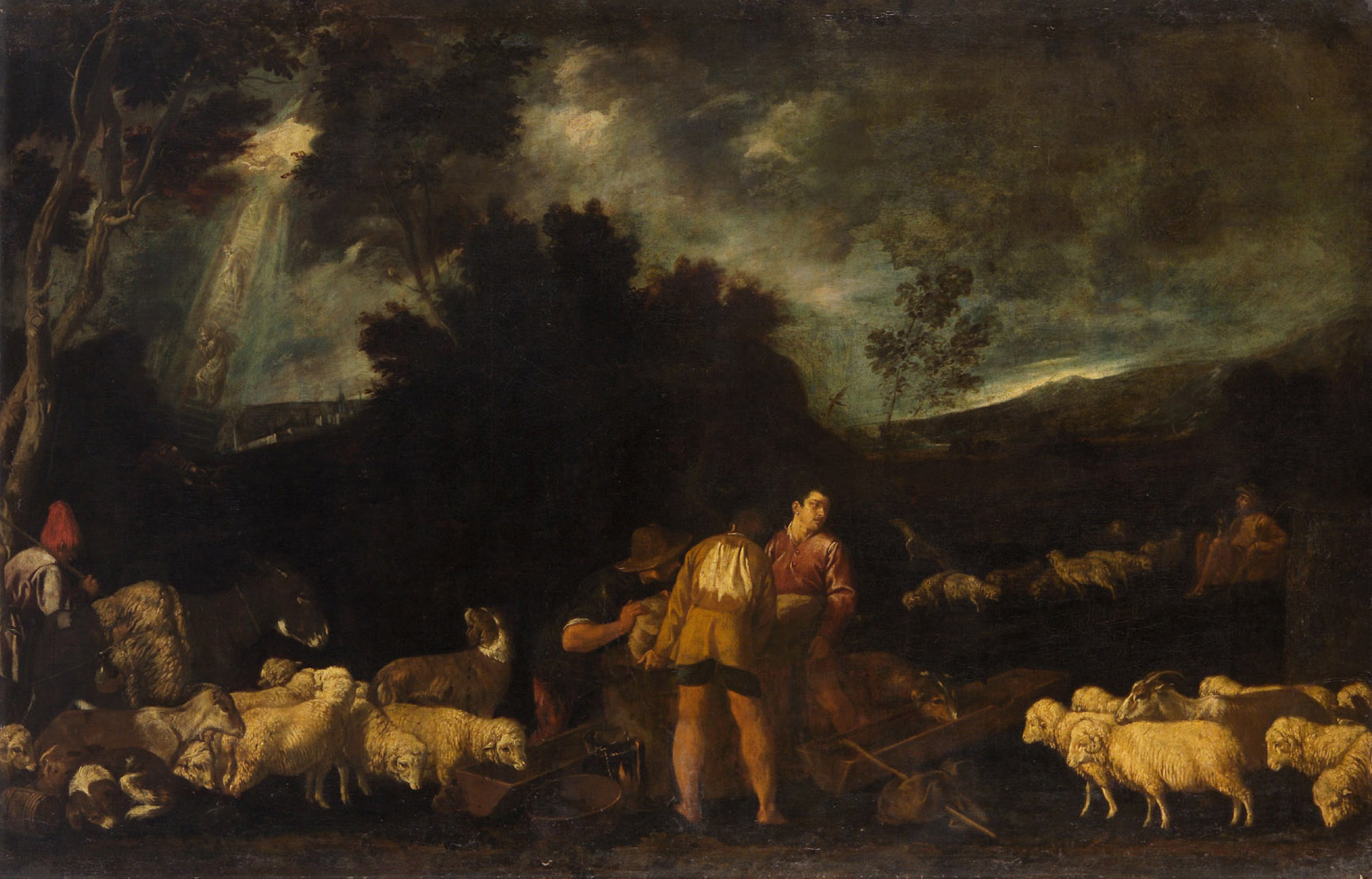
Jakob am Brunnen (und im Hintergrund: Jakobs Traum von der Himmelsleiter), um 1620, Öl auf Leinwand, 108 × 167 cm, Kunsthistorisches Museum, Wien
Anbetung der Hirten, 130 × 100 cm, Musée Goya, Castres
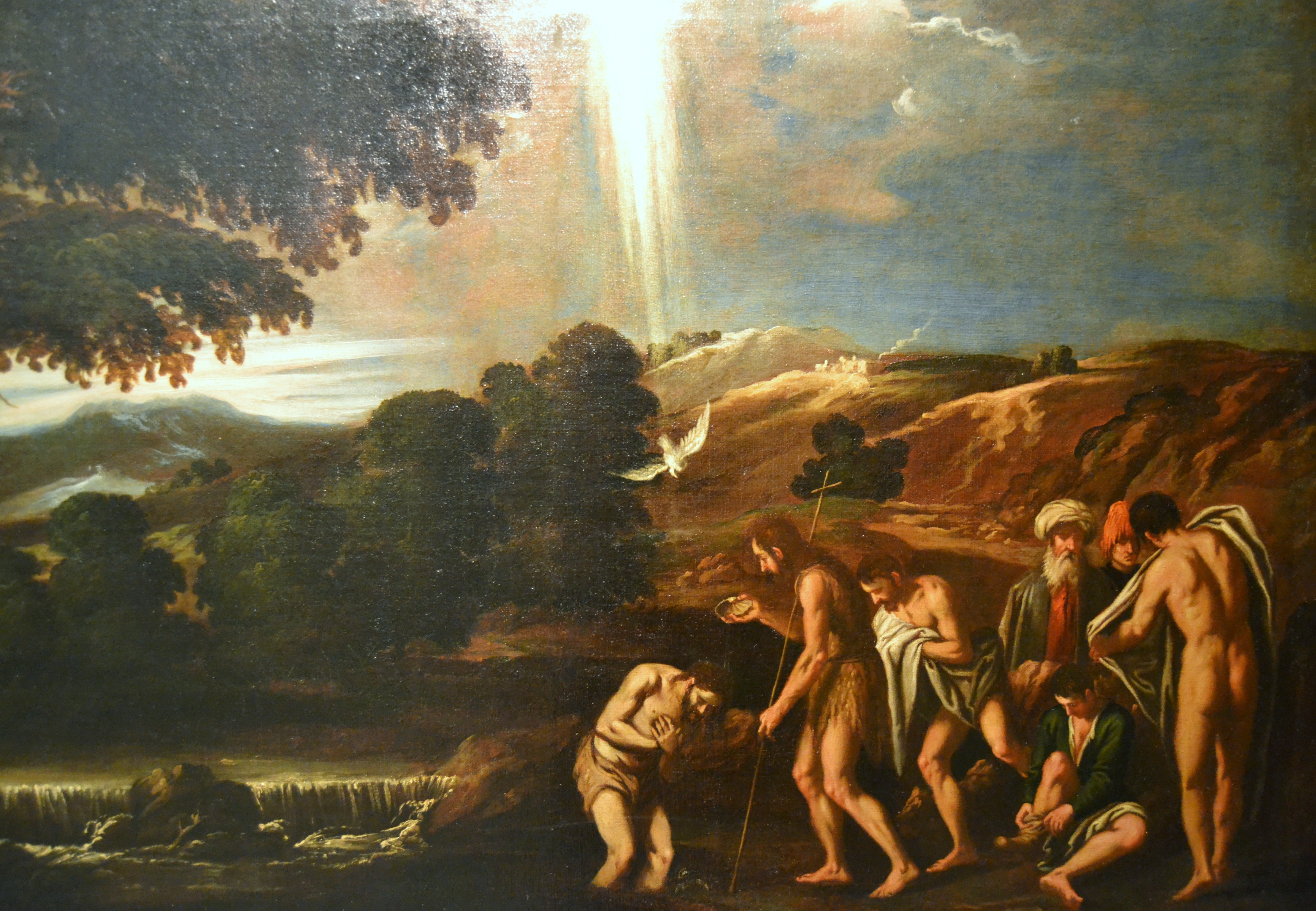
Taufe Christi, Öl auf Leinwand, 82,5 × 108 cm, Museu de Belles Arts, Valencia
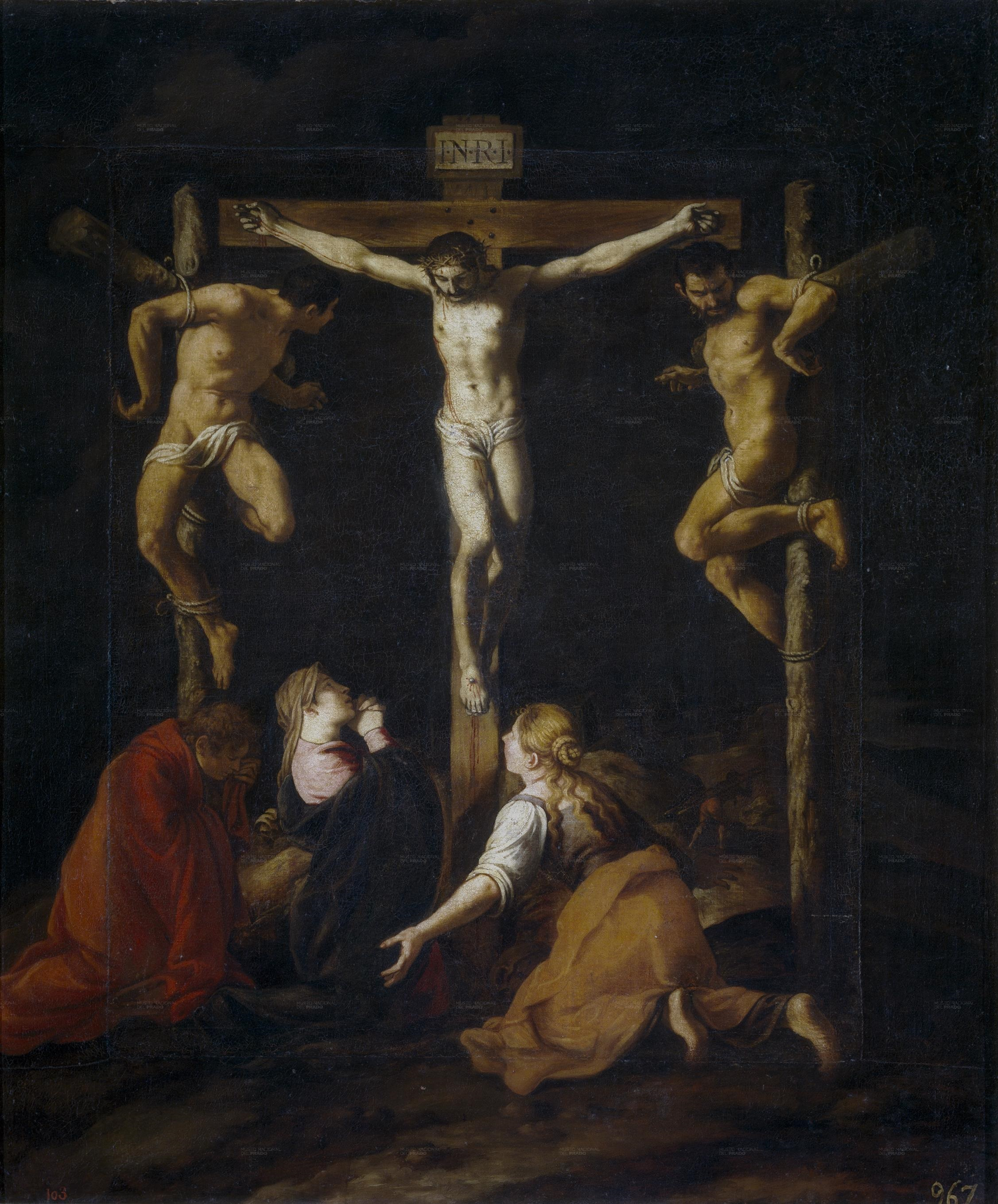
Die Kreuzigung, um 1630, Öl auf Leinwand, 153 × 128 cm, Prado, Madrid
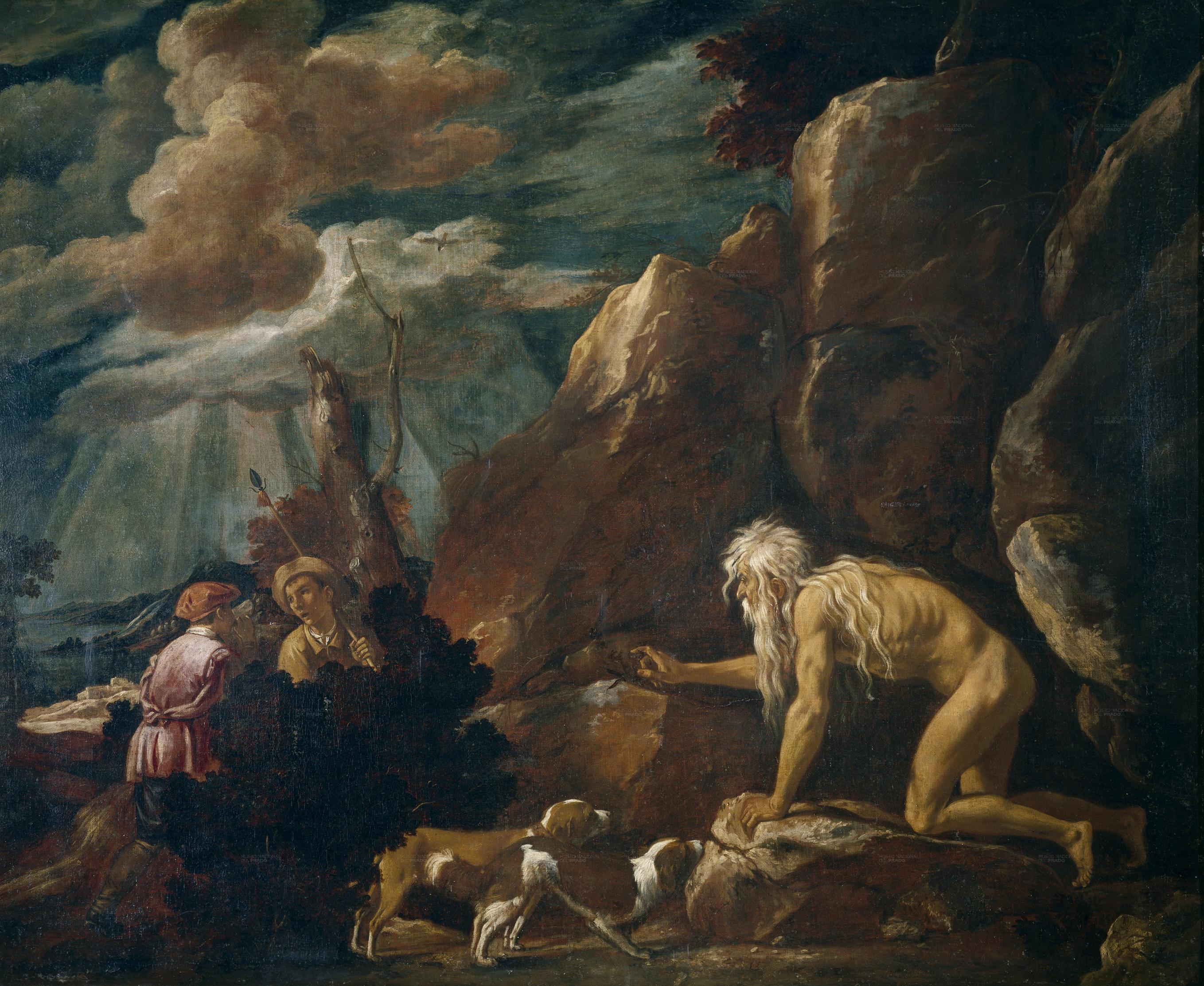
Der hl. Johannes Chrysostomus, Öl auf Leinwand, 110 × 128 cm, Prado, Madrid